# Lorenzo De Luca
Lorenzo De Luca (Roma, 23 agosto 1966) è uno scrittore e sceneggiatore italiano.

## Biografia
Scrittore e autore di soggetti e sceneggiature, noto per essere stato il primo a risdoganare in chiave critico-divulgativa il cinema di serie B negli anni '80, ha scritto diversi articoli e libri sul genere kung-fu, intervistando anche numerosi personaggi del genere quali Jackie Chan, Gordon Liu, Brandon Lee, Jean Claude Van Damme, Lau Kar Leung e Bruce Leung.
Esordisce come autore di libri quali "C'era una volta il western italiano" (1987), uno dei primi libri italiani sul western-spaghetti, "Cinema & aviazione" (1988), primo libro italiano sulla figura dell'aereo nel cinema, e "Bruce Lee il piccolo drago" (1990, prima biografia italiana su Lee, cui faranno seguito "Bruce Lee il ritorno del drago", 1992, "Bruce & Brandon Lee del nome del drago", 1995, "Gli eredi di Bruce Lee", 2000, "Bruce Lee-Ad Oriente del cuore", 2017).
Nel 2010 pubblica il volume Altrimenti mi arrabbio, biografia di Bud Spencer scritta assieme all'attore. Con Spencer seguiranno altri tre libri, Mangio ergo sum (2014) Il giro del mondo in 80 anni (2014) e "Mi ricordo di quella volta che..." edito solo in Germania.
Tra i suoi lavori come soggettista e sceneggiatore figurano i serial Extralarge (1991), Extralarge 2 con Bud Spencer, rispettivamente di Enzo G. Castellari e Claudio Capone, l'Horror Splatter ("Occhi senza volto", 1993); il western (Jonathan degli Orsi, 1995, con Franco Nero); il Drammatico "Il Tocco" con Franco Nero; lo Storico magiaro "Arpad the Conqueror", del 1997, fino al musical-trash Aitanic (2000) e al comico con i maggiori successi della coppia Boldi-De Sica ("Merry Christmas", "Natale sul Nilo", "Natale in India"). Collabora anche nel piccolo cinema indipendente cona Arresti Domiciliari, Forever Blues, di e con Franco Nero, al non accreditato L'uomo spezzato e Bastardi, con F. Nero, Giancarlo Giannini e Don Johnson, Prigioniero di un segreto, ancora con Franco Nero, The Pit, Horror home video di Filippo De Masi, e altri titoli ufficiosi e ufficiali.
Nel 2010 torna a lavorare con Bud Spencer in I delitti del cuoco (di Alessandro Capone - Canale 5) di cui firma due episodi (Morte a passo di danza e Il rapimento di Apicella) insieme a Giuseppe Pedersoli. A un suo soggetto è ispirato anche il best seller L'impero dei draghi di Valerio Massimo Manfredi. Ha scritto e diretto L'urlo di Chen terrorizza ancora l'occidente - Dragonland (2009), documentario sul cinema di arti marziali. Ha sceneggiato la Mò Vi Mento - Lira di Achille, proiettata fuori concorso al Festival di Venezia 2018. In seguito ha scritto Antropophagus 2 di Dario Germani, Soldato sotto la Luna con Abel Ferrara, l'Horror Medium di Massimo Paolucci, il mafia-Movie Una preghiera per Giuda con Denny trejo. Ha vinto per tre anni consecutivi il Biglietto d'Oro alle Giornate professionali del cinema, per i film di maggior incasso. È anche apparso in varie trasmissioni radio e TV fra cui quali Voyager (Rai 2) e La Storia in Giallo, ambedue dedicate ai misteri delle morti di Bruce Lee e Brandon Lee.

## Filmografia parziale

### Sceneggiatore
- Detective Extralarge, regia di Enzo G. Castellari - serie TV, episodi 01x05-02x04-02x06 (1991-1992)
- Detective Extralarge, regia di Alessandro Capone - serie TV (1992-1993)
- Gli occhi dentro, regia di Bruno Mattei (1994)
- Jonathan degli orsi, regia di Enzo G. Castellari (1995)
- Inferno, regia di Peter Keglevic (1995)
- Honfoglalás, regia di Gábor Koltay (1996)
- Noi siamo angeli, regia di Ruggero Deodato - serie TV, episodi 1x01-1x02-1x04 (1995)
- Il tocco - La sfida, regia di Enrico Coletti (1997)
- Aitanic, regia di Nino D'Angelo (2000)
- Arresti domiciliari, regia di Stefano Calvagna (2000)
- Merry Christmas, regia di Neri Parenti (2001)
- Natale sul Nilo, regia di Neri Parenti (2002)
- Natale in India, di Neri Parenti (2003)
- L'uomo spezzato, regia di Stefano Calvagna (2005) - non accreditato
- Forever Blues, regia di Franco Nero (2005)
- Bastardi, regia di Federico Del Zoppo e Andres Alce Meldonado (2008) - supervisione dialoghi
- L'urlo di Chen terrorizza ancora l'occidente - Dragonland, regia di Lorenzo De Luca (2009) - documentario
- Prigioniero di un segreto, regia di Carlo Fusco - supervisione dialoghi (2009)
- I delitti del cuoco, regia di Alessandro Capone - serie TV (2010)
- Th3 Pit, regia di Filippo De Masi (2011)
- Mo-Vi-Mento Lira di Achille (2016)
- I Love... Marco Ferreri, regia di Pierfrancesco Campanella (2018) - documentario
- Medium, regia di Massimo Paolucci (2021)
- Anthropophagus II, regia di Dario Germani (2021)
- Una preghiera per Giuda, regia di Massimo Paolucci
- Soldato sotto la Luna, regia di Massimo Paolucci
- La lunga notte dei morti viventi, regia di Dario Germani (2021)
- L'uomo che disegnò Dio, regia di Franco Nero (2022)
- L'isola del dr. Moreau, uscita annunciata nel 2024